# Sundøybrug
De Sundøybrug  (Noors: Sundøybrua) is een cantileverbrug in de gemeente Leirfjord in Nordland, Noorwegen.

## Geschiedenis
De brug over de fjord Vefsnfjord verbindt het oosten van het eiland Alsten met het vasteland. Het westen van het eiland was reeds verbonden met het vasteland via de Helgelandbrug. Het eiland is echter verdeeld door het duizend meter hoge Zeven zusters gebergte waar geen weg doorheen loopt. De brug werd van 2001 tot 2003 gebouwd voor 150 miljoen Noorse kronen.

## Kenmerken
De brug is onderdeel van de provinciale weg Fylkesvei 220 met één rijstrook per richting. De brug is gemaakt van voorgespannen beton en is in totaal 538 meter lang met drie overspanningen en een maximale overspanning van 298 meter. De vrije doorvaart bedraagt 43,5 meter hoogte.